# Кызылту (Западно-Казахстанская область)
Кызылту (каз. Қызылту) — село в Казталовском районе Западно-Казахстанской области Казахстана. Входит в состав Бирикского сельского округа. Находится примерно в 13 км к югу от села Казталовка. Код КАТО — 274841200.

## Население
В 1999 году население села составляло 173 человека (90 мужчин и 83 женщины). По данным переписи 2009 года, в селе проживали 132 человека (66 мужчин и 66 женщин).